# Jean-Michel Berthet
Jean-Michel Berthet (27 de febrero de 1960) es un deportista francés que compitió en judo. Ganó una medalla de plata en el Campeonato Europeo de Judo de 1987 en la categoría de –78 kg.

## Palmarés internacional
| Campeonato Europeo | Campeonato Europeo | Campeonato Europeo | Campeonato Europeo |
| Año                | Lugar              | Medalla            | Categoría          |
| ------------------ | ------------------ | ------------------ | ------------------ |
| 1987               | París (Francia)    | Medalla de plata   | –78 kg             |